# Fromia indica
Fromia indica es una especie de estrella de mar de la familia Goniasteridae, clase Asteroidea.

## Morfología
De simetría pentaradial, su cuerpo aplanado está formado por un disco pentagonal con cinco brazos. Es de color rojo anaranjado intenso y con las puntas de los brazos en color marrón oscuro. Su parte superior, o visible más comúnmente, tiene una suave trama en forma de red sobre el color de base, tan solo apreciable si se observa de cerca.
Tienen un esqueleto interno calcáreo y un sistema ambulacral, que les sirve para la locomoción, la captura de alimentos y la respiración. Este (hidroesqueleto) toma agua del medio externo por medio del madreporito, o placa madrepórica, que consiste en un orificio con una especie de rejilla, y la presión generada en el sistema interno de cavidades sirve para mover los pequeños "pies", que salen al exterior entre las placas esqueléticas. Estos pies móviles se denominan pies ambulacrales.
El aparato digestivo consta, principalmente, de una boca en posición ventral, un estómago que se puede evertir, haciendo que su superficie interior pase a ser exterior, y un intestino corto, recto, que acaba en un ano.
Su estómago está dividido en dos sectores: el cardíaco y el pilórico. El estómago cardíaco puede revertirse y expulsarse hacia el exterior, posibilitando la digestión externa. La estrella de mar revierte este sector del estómago, lo proyecta hacia el exterior y lo introduce en la presa a digerir (por ejemplo dentro de un mejillón o caracol). La digestión extraintestinal toma unas 10 horas, y durante todo ese tiempo esta porción del estómago permanece en el exterior de la estrella de mar y en el interior de su presa.
Alcanzan un tamaño de 15 cm de diámetro.

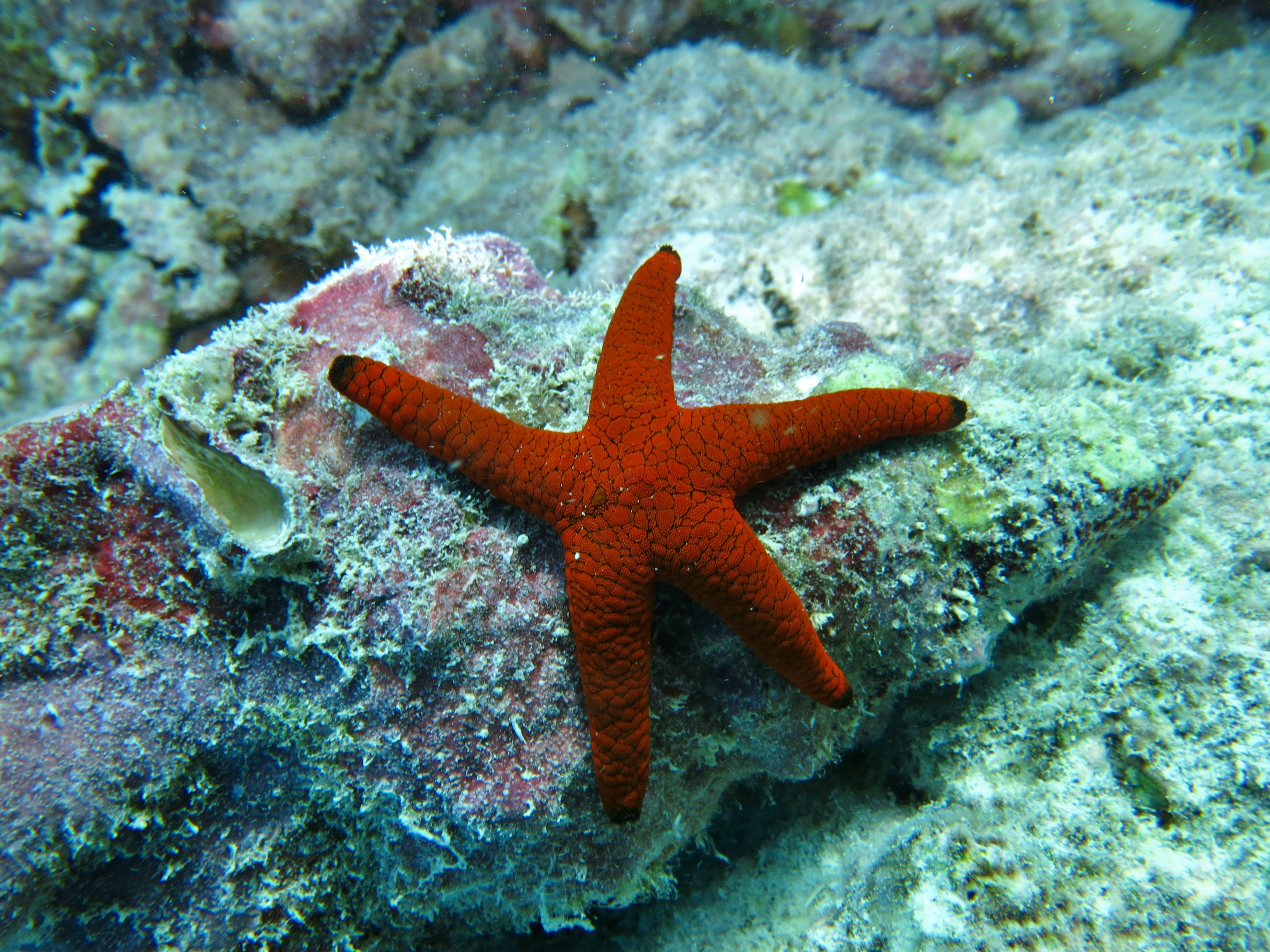
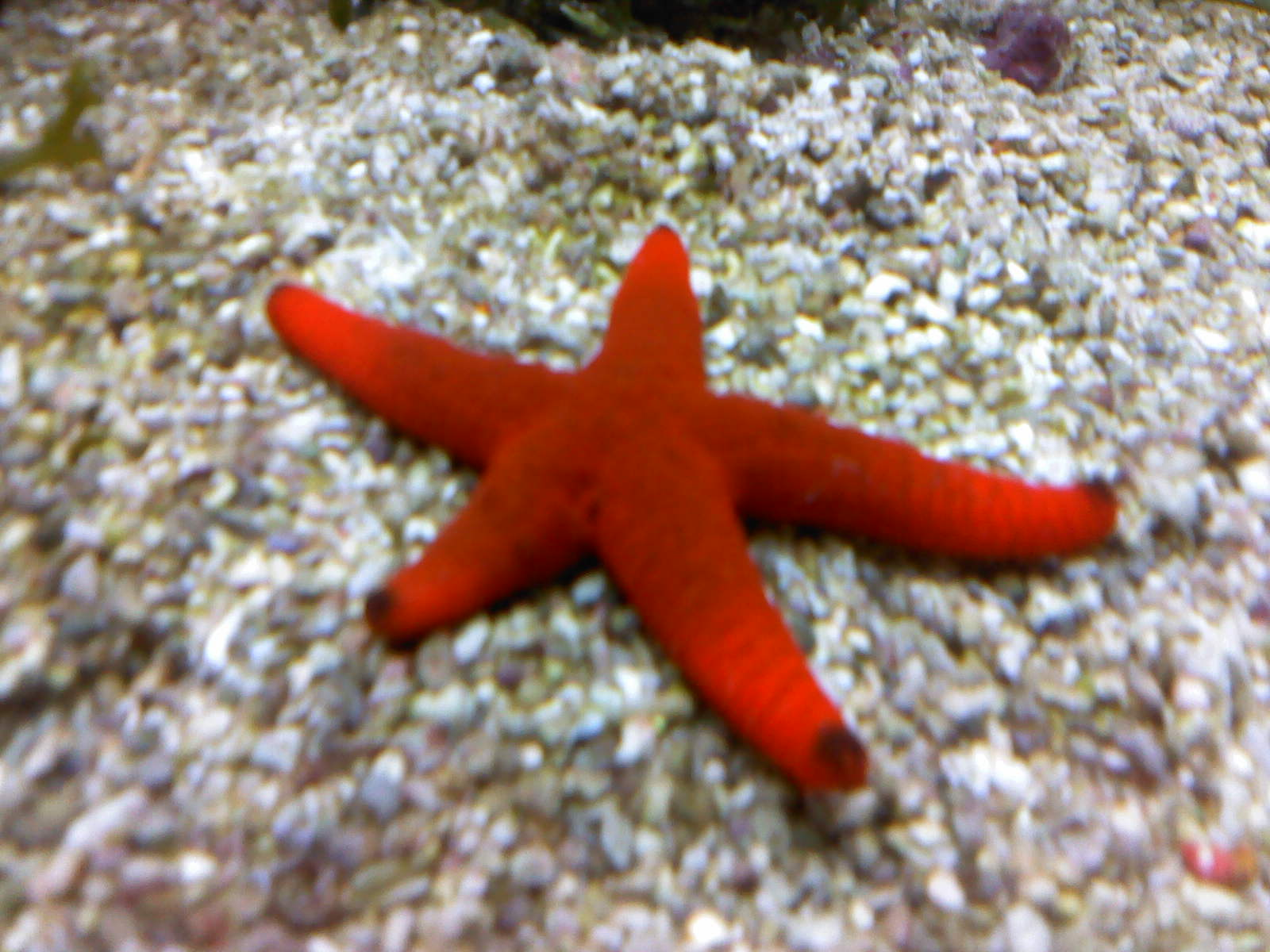
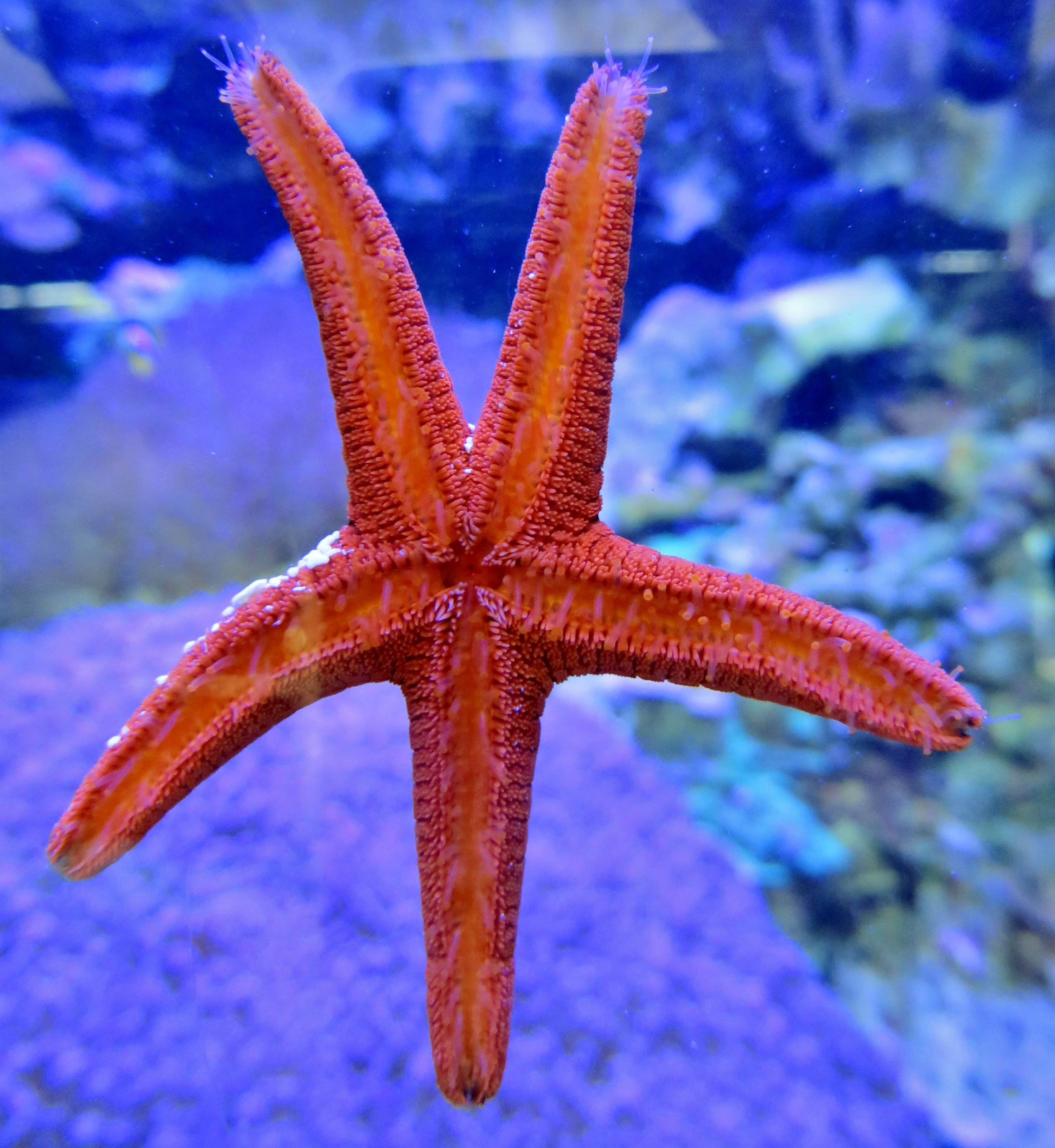
Reverso de Fromia indica en acuario

## Hábitat y distribución
En fondos marinos arenosos y rocosos de lagunas y laderas de arrecifes. Común sobre  corales hermatípicos. De hábitos diurnos, al contrario de su congénere Fromia ghardaqana.
Se distribuyen en el océano Indo-Pacífico, desde las islas Andaman, Ceilán, Fiyi, Nueva Caledonia e islas Palau.
Profundidad: entre 1 y 25 m.

## Alimentación
Detritívoras, predadoras y carnívoras, se alimentan tanto de detritus como de moluscos, crustáceos y otras estrellas de mar.

## Reproducción
Son hermafroditas protoándricos, los machos adultos pueden convertirse en hembras. Pueden desovar tanto óvulos como espermatozoides, liberando hasta 2.500.000 de huevos. La fertilización es externa, y generan una larva ciliada, de simetría bilateral, que evoluciona al animal adulto con simetría pentaradial.

## Mantenimiento
Solo se recomienda su adquisición a expertos. Particularmente sensible a las variaciones de densidad, temperatura, Ph, y resto de parámetros del agua. Su aclimatación debe ser muy lenta, mediante el sistema de goteo.
Requiere un acuario de arrecife maduro para su alimentación, que principalmente serán detritus y microorganismos.